# Bolero
|  | Aquest article tracta sobre la dansa espanyola. Vegeu-ne altres significats a «Bolero (pàgina de desambiguació)». |

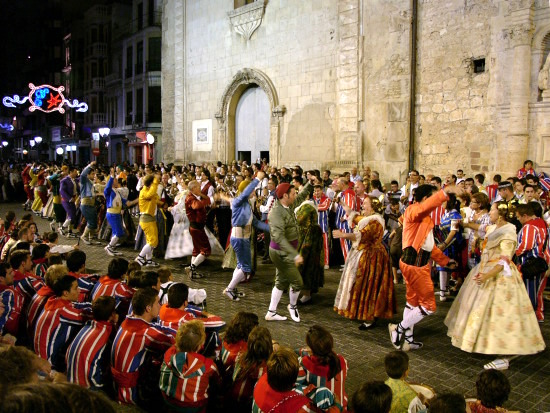
Ballant boleros a Algemesí

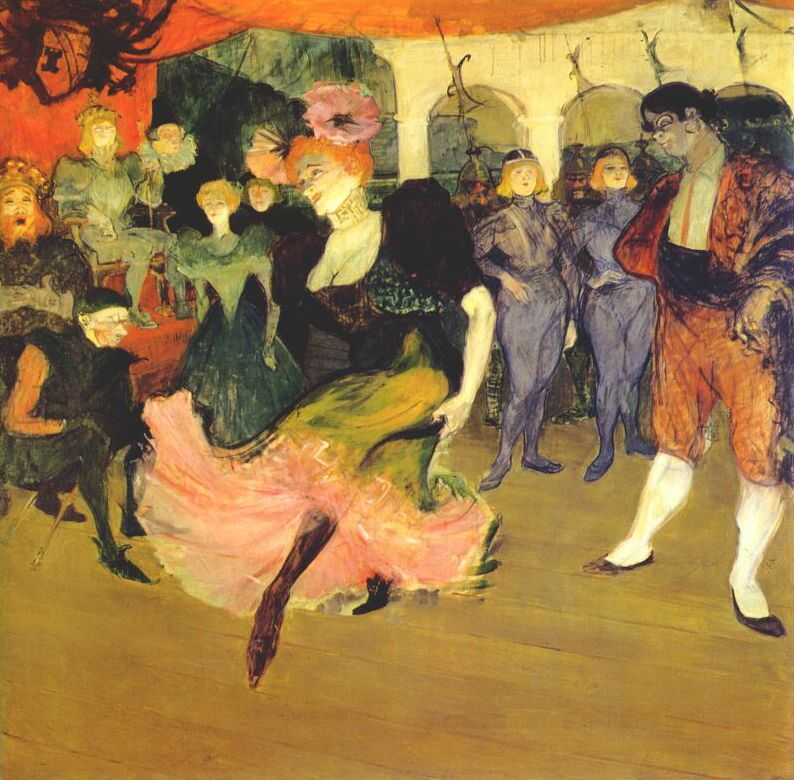
Representació d'un bolero per part d'Henri Toulouse-Lautrec (1895).

El bolero és el ball d'una o més parelles, polimorf, d'aspecte molt teatral i de compàs 3/4 i origen popular andalús, que s'acompanya sovint de cant en les funcions escèniques.
Documentat des del segle xviii, les seves característiques apareixen al llibre d'Antonio Cairón Compendio de las principales reglas de baile (1820) i va arribar a Cuba entre els segles XVIII-XIX mitjançant les companyies de varietats. El seu ritme i la seva ressonància hispana tingueren certa projecció en la música clàssica (exemple del Boléro de Maurice Ravel).
A Mallorca és anomenat en plural ("boleros") i ballat per grups folklòrics. Al País Valencià hi ha una variant del bolero, anomenada Bolero valencià, que ha evolucionat en part en un ball d'escola (a excepció dels boleros populars)i una de les característiques dels quals és la parada de la música i del ball entre les dues parts de què consta, anomenat el bien parado. Cal no confondre el bolero original amb la transformació que va sofrir ja a Llatinoamèrica i que el va portar a un ritme en 4/4. Aquest darrer va tenir una gran projecció internacional a partir de 1940 amb els cantants hispanoparlants (sobretot mexicans).
N'hi ha diverses variants: bolero cubà, bolero espanyol, bolero brasiler, bolero moruno, bolero boricua, bolero mexicà, etc.